# 葬るリキッドルーム
『葬るリキッドルーム』（ほうむるリキッドルーム）は植田真梨恵の3枚目のミニアルバム。

## 概要
2枚目のミニアルバム「U.M.E.」収録曲『ワンハンドレッドライフ』弾き語りバージョンを収録。

## 批評
CDジャーナルは「先入観なしのピュアな視線から生まれたフレーズは、つねに物事の本質に迫ろうとしている」と評した。

## 収録曲
1. 未完成品（スケッチー）
2. RRRRR（アール）
3. スメル
4. 光蜜（みつ）
5. 流れ星
6. くちびるの奥
7. 100LIFE -hiki gatari version-

作詞・作曲：植田真梨恵
編曲：工藤健太(#1, 3)、徳永暁人(#2)、Bonn(#4, 6)、坂優也(#5)、植田真梨恵(#7)

## 参加ミュージシャン
- 工藤健太 - ギター
- 古賀和憲 - ギター
- 坂優也 - ギター
- Bonn - ギター
- 大橋雅人（FEEL SO BAD） - ベース
- 徳永暁人（doa） - ベース
- 上田淳介 - ドラム